# Глубокий Яр (Крым)
Глубо́кий Яр (до 1945 года Улаклы́; укр. Глибокий Яр, крымскотат. Ulaqlı, Улакълы) — село в Бахчисарайском районе Республики Крым, в составе Скалистовского сельского поселения (согласно административно-территориальному делению Украины — Скалистовского сельсовета Автономной Республики Крым).

## Современное состояние
Глубокий Яр занимает площадь 55,8 гектара, на которой в 222 дворах, по данным сельсовета на 2009 год, числилось 616 жителей В селе 6 улиц, действуют фельдшерско-акушерский пункт, магазин, мечеть «Улаклы джамиси».

## Население
| 2001 | 2014 |
| ---- | ---- |
| 618  | ↘592 |

Всеукраинская перепись 2001 года показала следующее распределение по носителям языка
| Язык             | Процент |
| ---------------- | ------- |
| русский          | 56.96   |
| крымскотатарский | 29.77   |
| украинский       | 9.22    |
| другие           | 0.65    |

### Динамика численности
| - 1805 год — 68 чел. - 1864 год — 58 чел. - 1887 год — 274 чел. - 1892 год — 113 чел. - 1902 год — 142 чел. - 1915 год — 350 чел. - 1926 год — 225 чел. | - 1939 год — 170 чел. - 1989 год — 568 чел. - 2001 год — 618 чел. - 2009 год — 616 чел. - 2014 год — 592 чел. |

## География
Село расположилось в долине между Третьей и Второй Грядой Крымских гор, высота центра села над уровнем моря 235 м. Находится в центральной части района, в 2 километрах по автодороге 35Н-061 (по украинской классификации — С-0-10223) от шоссе 35Р-001 (Симферополь — Севастополь), примерно в 9 км от райцентра, ближайшая железнодорожная станция — Самохвалово в 1,5 километрах,  ближайшее село — Севастьяновка — в 4 километрах.

## Название
Историческое название села Улаклы обычно связывыают с крымскотатарским словом ulaq — «козлёнок». В этом случае его можно перевести как «козлёночье», «с козлятами». В половецком языке, который был распространён в предгорном Крыму в Средние века, однако, это слово обозначало детёныша вообще. Во многих других тюркских языках (азербайджанский, казахский, татарский) слово ulaq имеет значение «перекладная», «сменная лошадь». Нельзя исключать возможность связи названия села и с этим словом.

## История
В селе Улаклы, согласно различным источникам (напр., «Тарих-и Сахиб Гирай» Раммал-Ходжи, XVI век), располагалась одна из загородных резиденций крымских ханов (точное место расположения неизвестно, в исторических документах просто указывалось, что деревня Улаклы служила местопребыванием Гераев), построенная, по сведениям «Краткой истории Крымских ханов», в 1654 или 1665 году Мехмедом IV Гераем. Помимо неё, в селе до начала XX века существовали мечеть и медресе, строительство которых приписывалось первому независимому хану Крыма Хаджи Гераю (1441—1466 год). Впервые письменно деревня упоминается в кадиаскерском деле 1679 года, причем истцом фигурирует армянский приход (эхаили) Улаклы.
Само село Улаклы лежало на полтора километра восточнее нынешнего, немного выше в горы, в защищённой от ветров балке. Там до сих пор сохранились несколько жилых домов. Основную часть населения деревни составляли к XVIII веку крымские греки-урумы.
К 18 сентября 1778 года 215 жителей деревни, согласно «Ведомости о выведенных из Крыма в Приазовье христианах» А.В. Суворова, были переселены в Приазовье, где основали одноимённую деревню Улаклы, ныне в Великоновосёлковском районе Донецкой области.
В Камеральном Описание Крыма 1784 года указано, что после выселения осталось …пустых христианских домов, 54. Из числа сих домов 37 разорены, а 17 целы (по Ведомости барона О. А. Игельстрома от 14 декабря 1783 года в Алаклы остались 28 пустых домов). В ведомости «при бывшем Шагин Герее хане сочиненная на татарском языке о вышедших християн из разных деревень и об оставшихся их имениях в точном ведении его Шагин Герея» и переведённой 1785 году, содержится список 48 жителей-домовладельцев деревни Улаклы, с подробным перечнем имущества и земельных владений. У большинства жителей числилось по 2 дома, трое хозяев имели по 3 дома, 12 домов были разорены, почти у всех имелись кладовые. Из земельных владений, в основном, перечисленны пашни, всего 3 сада и 1 бахча. Содержится приписка, что «деревня отдана во обработывание симферопольского уезда казначею Василию Калчигину». Из «Камерального описания…» также известно, что деревня относилась к Муфтия Апралык кадылыку Бахчисарайского каймаканства.
После присоединения Крыма к России 8 (19) апреля 1783 года, 8 (19) февраля 1784 года, именным указом Екатерины II сенату, на территории бывшего Крымского Ханства была образована Таврическая область и деревня была приписана к Симферопольскому уезду. После Павловских реформ, с 1796 по 1802 год, входила в Акмечетский уезд Новороссийской губернии. По новому административному делению, после создания 8 (20) октября 1802 года Таврической губернии, Улаклы включили в состав Актачинской волости Симферопольского уезда.
В 1805 году была составлена Ведомость о всех селениях в Симферопольском уезде состоящих с показанием в которой волости сколько числом дворов и душ… от 9 октября 1805 года, по которой в деревне Улаклы в 18 дворах числилось 73 крымских татарина и 5 ясыров (ясыр — пленник, невольник). На военно-топографической карте генерал-майора Мухина 1817 года в деревне записано 20 дворов. В результате реформы 1829 года Улаклы, согласно «Ведомости о казённых волостях Таврической губернии 1829 года», передали из Актачинской волости в состав Дуванкойской. На карте 1836 года в деревне 14 дворов. Затем произошёл отток населения, возможно, связанный с одной из волн эмиграций XIX века и на карте 1842 года Улаклы обозначена условным знаком «малая деревня».
В 1860-х годах, после земской реформы Александра II, деревню приписали к Мангушской волости. Согласно «Списку населённых мест Таврической губернии по сведениям 1864 года», составленному по результатам VIII ревизии 1864 года, Улаклы — владельческая татарская деревня с 58 жителями, 9 дворами, мечетью и медресе при источнике безъименном.  По обследованиям профессора А. Н. Козловского начала 1860-х годов, в селении имелись колодцы с пресной водой глубиной до 5 сажени, а также жители пользовались водой из многочисленных родников. На трёхверстовой карте 1865—1876 года дворов в деревне обозначено 15). По результатам Х ревизии 1887 года в «Памятной книге Таврической губернии 1889 года» в Улаклы уже 274 жителя в 50 дворах, а на верстовой карте 1890 года — 25 дворов с крымскотатарским населением.

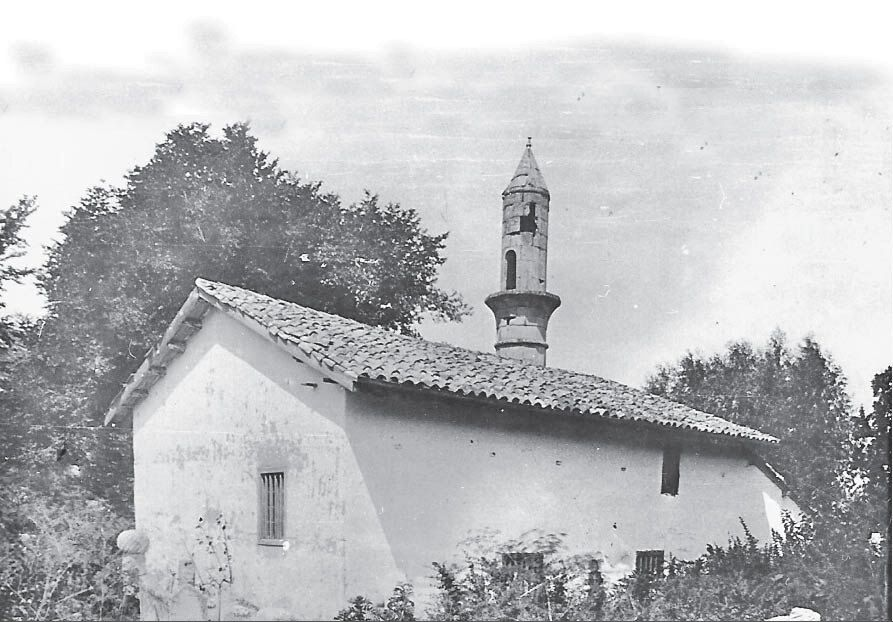
Мечеть Улаклы, 1890-е годы.
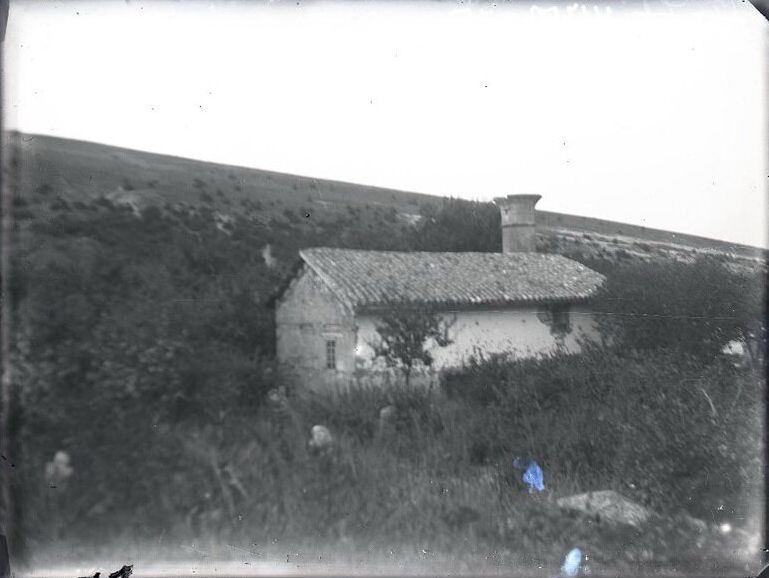
Мечеть XVI века в Улаклы, 1928 год.
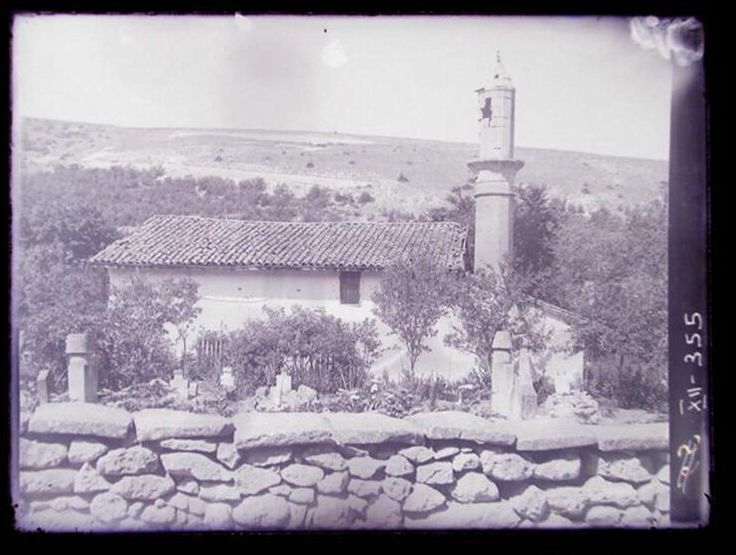
Мечеть XVI века в Улаклы, 1925 год.
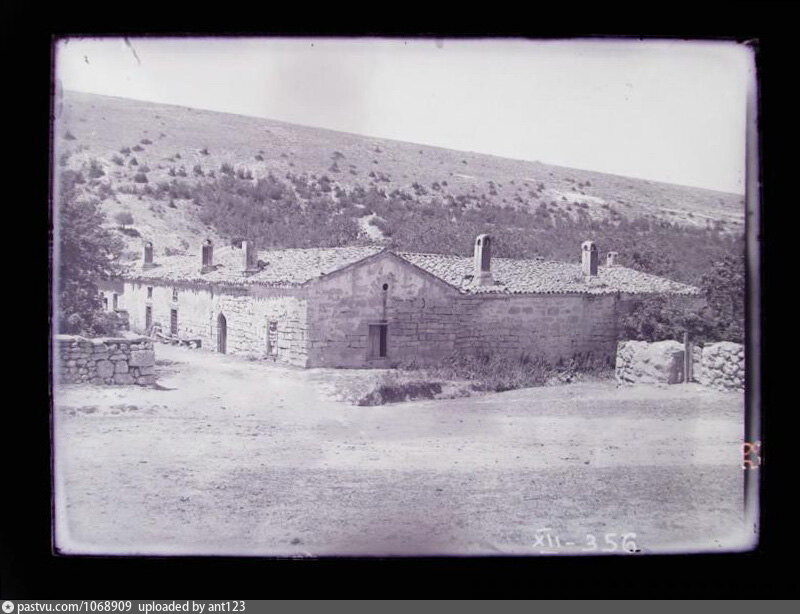
Медресе, XVI в. Общий вид с юго-востока, 1929 год.
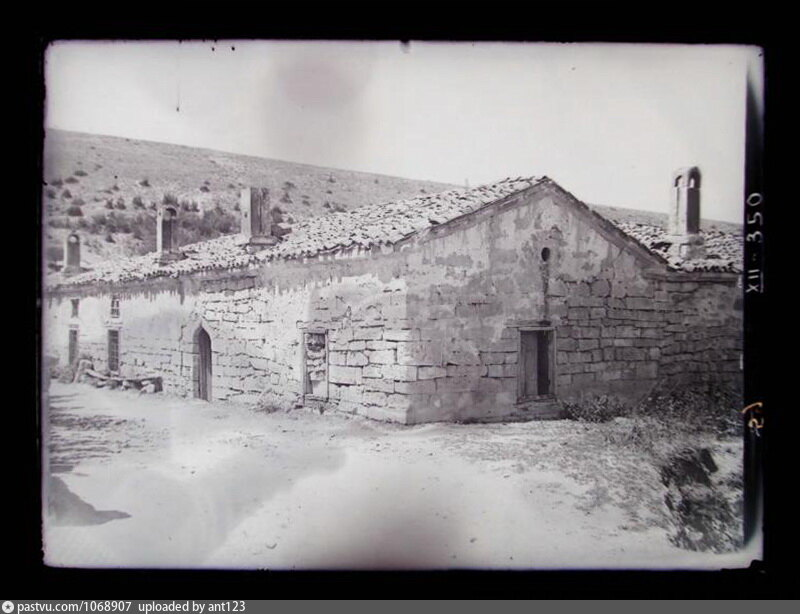
Медресе, XVI в. Общий вид, 1929 год.

После земской реформы 1890-х годов деревню передали в состав новой Тав-Бодракской волости. По «…Памятной книжке Таврической губернии на 1892 год» в деревне Улаклы, входившей в Мангушское сельское общество, числилось 113 жителей в 19 домохозяйствах. По «…Памятной книжке Таврической губернии на 1902 год» в деревне Улаклы, приписанной уже напрямую к волости (для счёта), числилось 142 жителя в 19 домохозяйствах, все безземельные. По Статистическому справочнику Таврической губернии. Ч.II-я. Статистический очерк, выпуск шестой Симферопольский уезд, 1915 год, в деревне Улаклы Тав-Бодракской волости Симферопольского уезда, числилось 48 дворов с татарским населением в количестве 350 человек приписных жителей". В общем владении было 102 десятины земли, 11 хозяйств с землёй, 37 безземельные. В хозяйствах имелось 96 лошадей, 28 волов, 44 коровы, 37 телят и жеребят и 450 голов мелкого скота и приписанные к ней хутор и 4 сада: 2 Хан-Эли и 2 Хаджи-Бике.
После установления в Крыму Советской власти, по постановлению Крымревкома от 8 января 1921 года была упразднена волостная система и село вошло в состав Бахчисарайского района Симферопольского уезда (округа), а в 1922 году уезды получили название округов. 11 октября 1923 года, согласно постановлению ВЦИК, в административное деление Крымской АССР были внесены изменения, в результате которых был создан Бахчисарайский район и село включили в его состав. Согласно Списку населённых пунктов Крымской АССР по Всесоюзной переписи 17 декабря 1926 года, в селе Улаклы, центре Улаклынского сельсовета Бахчисарайского района, числилось 47 дворов, из них 46 крестьянских, население составляло 225 человек (102 мужчины и 123 женщины), все крымские татары. По данным всесоюзная перепись населения 1939 года в селе проживало 170 человек.
В 1944 году, после освобождения Крыма от фашистов, согласно Постановлению ГКО № 5859 от 11 мая 1944 года, 18 мая крымские татары были депортированы в Среднюю Азию. 12 августа 1944 года было принято постановление № ГОКО-6372с «О переселении колхозников в районы Крыма» по которому в район планировалось переселить 6000 колхозников и в сентябре 1944 года в район приехали первые новосёлы (2146 семей) из Орловской и Брянской областей РСФСР, а в начале 1950-х годов последовала вторая волна переселенцев из различных областей Украины. Согласно указу Президиума Верховного Совета РСФСР 21 августа 1945 года село Улаклы было переименовано в Глубокий Яр, а Улаклынский сельсовет — в Глубокоярский. С 25 июня 1946 года Глубокий Яр в составе Крымской области РСФСР, а 26 апреля 1954 года Крымская область была передана из состава РСФСР в состав УССР. Время упразднения сельсовета пока не установлено: на 15 июня 1960 года село уже в составе Скалистовского сельсовета. По данным переписи 1989 года в селе проживало 568 человек. С 12 февраля 1991 года село в восстановленной Крымской АССР, 26 февраля 1992 года переименованной в Автономную Республику Крым. С 21 марта 2014 года, аннексировано Россией,  в составе Республики Крым России.